# Tour Heinrich-Hertz
Pour les articles homonymes, voir Hertz (homonymie).

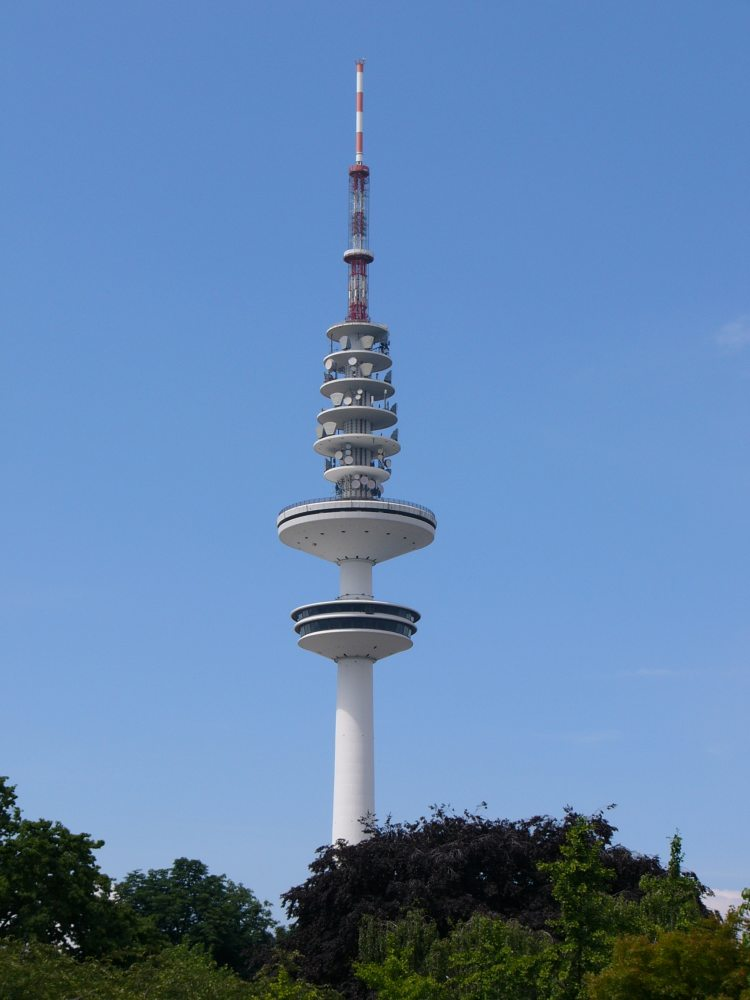
La tour Heinrich-Hertz

La tour Heinrich-Hertz (en allemand: Heinrich-Hertz-Turm) est une tour de télécommunications située dans le centre de Hambourg en Allemagne.
D'une hauteur de 279,7 m, elle est un symbole de la ville (l'autre symbole est l'église Saint-Michel).
La tour, conçue par le bureau d'études de Fritz Leonhardt, porte le nom de l'ingénieur et physicien allemand né à Hambourg Heinrich Rudolf Hertz.